# Kecskeméthy László (tanító)
Kecskeméthy László (Nagymajláth, 1853. október 14. – Mezőtúr, 1924. március 30.) községi tanító.

## Élete
A gimnáziumot Mezőtúron és Debrecenben végezte; a VIII. osztályból kiment Érmindszentre rektornak, ahol három évet töltött. 1874-ben Mezőtúrra hívták tanítónak. A tanyai iskolából egy év múlva (1875) a belvárosi leányiskolához, amikor pedig a tanítóképesítő vizsgát letette, 1878-ban a fiúiskolához helyezték át. Egymásután lett tanítótestületi jegyző, pénztárnok, könyvtárnok, elnök. Majd a heves-nagykunsági református tanító-egylet jegyzője, azután elnöke és mint ilyen egyházmegyei képviselője; a mezőtúri egyház gazdasági bizottságának 18 évig volt jegyzője. Beválasztották a mezőtúri iskolaszékbe, presbitériumba, igazgatótanácsba, az egyházmegyei tanügyi bizottságba. A társadalom terén is működött mint a mezőtúri népbank igazgatóságának tagja sat. 
Elhunyt 1924. március 30-án, örök nyugalomra helyezték 1924. április 1-jén délután. Neje Juhász Terézia volt.
Cikkei a tanügyi lapokban vannak, különösen az általa szerkesztett Népiskolai Közlönyben; az Egyetértésnek levelezője volt.
Cikke a Népiskolai Közlönyben (1888. A magyar nyelv és helyesírás tanítása a népiskolában.)

## Munkái
- Gazdaság- és kertészettannal kapcsolatos természetrajz. Mezőtúr, 1893 (Pantó Jánossal és Farkas Imrével együtt. 2. kiadás. Uo. 1894)
- A képviselő úr beszámolója. Bpest, 1896
- Emlékkönyv a mezőtúri ev. ref. egyház ujvárosi templomának 1896. szept. 20. tartott felavatási ünnepélyéről. Mezőtúr, 1896

Szerkesztette a Népiskolai Közlönyt 1888-1890. dec., mikor megszünt, Mezőtúron.